# Zotto
Zotto, Zotton ali Zottone je bil vojaški vodja (latinsko dux) Langobardov v Mezzogiornu. Na splošno velja za ustanovitelja Vojvodine Benevento leta 571 in njenega prvega vojvodo: 
...Fuit autem primus Langobardorum dux in Benevento nomine Zotto, qui in ea principatus est per curricula viginti annorum...
... in bil je prvi vodja Langobardov v Beneventu po imenu Zotto, ki mu je vladal dvajset let ...
- Pavel Diakon. Zgodovina Langobardov - Tretja knjiga
S svojo vojsko je avgusta 570 prodrl v Kampanijo, se spopadal z Bizantinci in jih stalno premagoval. Svoj tabor je uredil v Beneventu, ki je postal glavno mesto njegove vojvodine. Leta 581 je poskušal zavzeti Neapelj, a mu ni uspelo in je moral prekiniti obleganje.
Kot vojvoda je bil skoraj neodvisen. Severni del Apeninskega polotoka je bil pod oblastjo langobardskega kralja Autarija, ki je imel na jugu malo vpliva. Kraljevi oblasti se je končno podredil leta 589.
Umrl je leta 591. Nasledil ga je Arehis I.